# کالج آلما
کالج آلما یک کالج خصوصی هنرهای لیبرال در آلما، میشیگان است. این کالج در هر دوره تقریباً ۱۴۰۰ دانشجو ثبت نام می‌کند و توسط کمیسیون آموزش عالی تأیید شده‌است.
کالج آلما وابسته به کلیسای پروتستان (ایالات متحده آمریکا) است و مدرک لیسانس در رشته‌های مختلف و همچنین کارشناسی ارشد هنرهای زیبا در نوشتن خلاق و کارشناسی ارشد علوم در ارتباطات و فناوری اطلاعات ارائه می‌دهد. تیم‌های دوومیدانی آن، با نام مستعار اسکاتلندی، بخشی از انجمن ملی دو و میدانی دانشگاهی هستند.